# Élisabeth de Portugal
Pour les articles homonymes, voir Isabelle d'Aragon, Isabelle de Portugal, Sainte Élisabeth et Sainte Isabelle.
Élisabeth d’Aragon (Saragosse, 4 janvier 1271 - Estremoz, 4 juillet 1336) est une reine de Portugal, épouse du roi Denis Ier,, et reconnue sainte par l’Église catholique. Sa fête est le 4 juillet.

## Biographie
Fille de Pierre III d'Aragon (vers 1239-1285) dit « le Grand », roi d’Aragon et de Sicile, et de Constance II de Sicile (1248-1302), Élisabeth était la petite-nièce de sainte Élisabeth de Hongrie dont elle portait le prénom.
Elle épousa, le 24 juin 1282 à Trancoso, Denis Ier (1261-1325), sixième roi de Portugal (de 1279 à 1325), fils d’Alphonse III (1210-1279) et de Béatrice de Castille (1242-1303) surnommé « le Grand », roi compétent et musicien.
De cette union sont issus deux enfants :
- Constance (3 janvier 1290-18 novembre 1313) qui épousa en 1302 Ferdinand IV, roi de Castille (1285-1312) ;
- Alphonse (1291-1357), qui sera roi de Portugal (de 1325 à 1357), épouse en 1309 Béatrice de Castille (1293-1359).

## Une reine modèle
La reine était un modèle d'humilité, elle s'attacha à être une bonne épouse, ne tenant pas rigueur à son époux de ses infidélités et se chargeant même de l'éducation de ses enfants illégitimes. 
C'était une bonne mère, elle intervint lorsqu'à deux reprises son fils se révolta et prit les armes contre son père afin de les réconcilier. 
C'était aussi une bonne reine, elle chercha continuellement à être aimée par ses sujets en pratiquant très généreusement la charité. 

## Le miracle des Roses

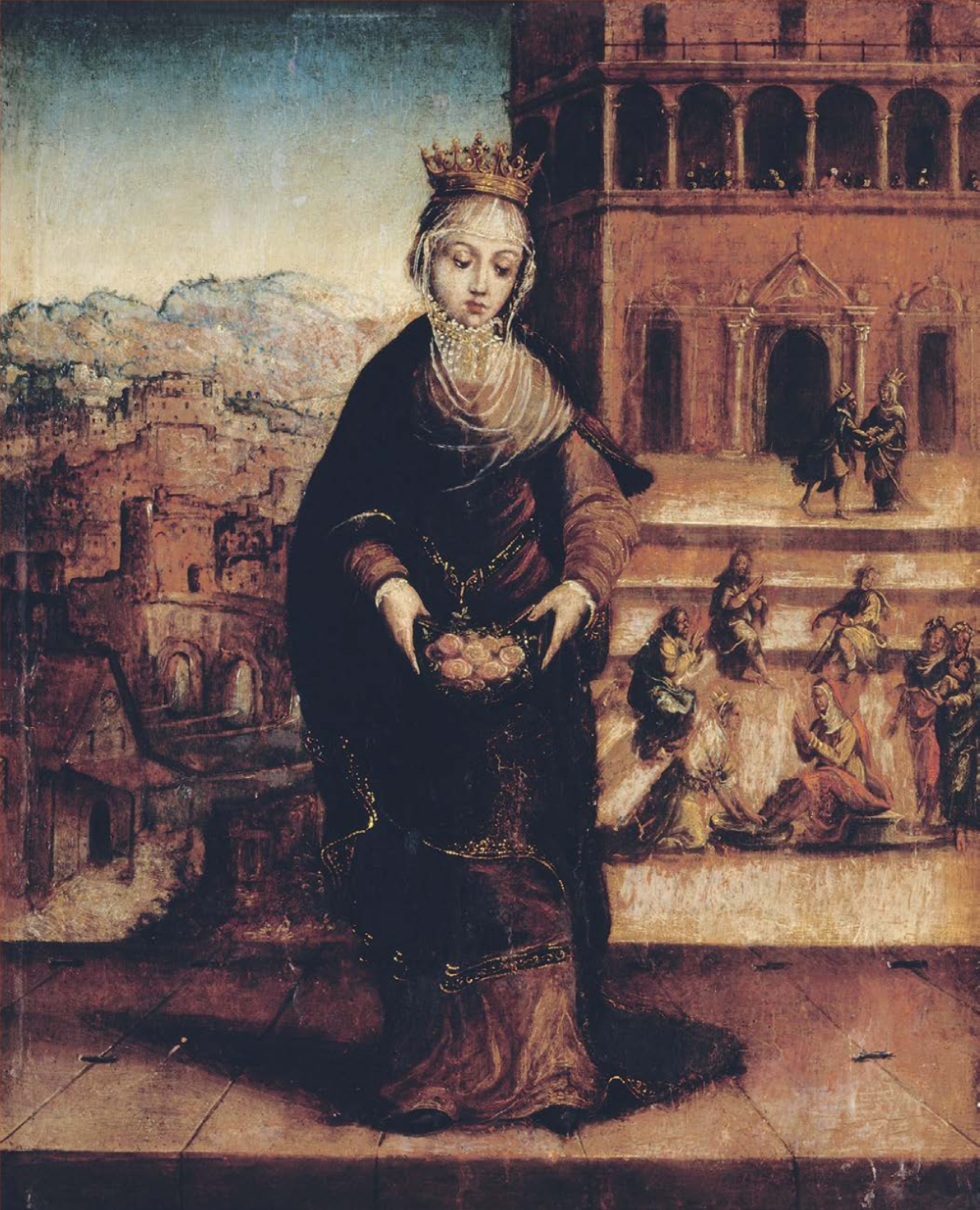
Retable de la reine sainte Élisabeth (XVIe siècle), musée national Machado de Castro, Coimbra, Portugal.

La reine fut dénoncée pour ses « dissipations du trésor royal » qu'elle dépensait en aumônes et soins auprès des indigents. 
Bien que le roi, soucieux des finances de l'État, lui ait interdit de dépenser ainsi son argent, toute à ses devoirs de chrétienne, elle n'en continuait pas moins de secourir ceux qui avaient besoin de sa charité.
Surprise un jour d'hiver par le roi, elle n'eut que le temps de cacher sa bourse sous son manteau. Le roi lui demanda avec autorité ce qu'elle dissimulait sous son manteau. La reine répondit que c'étaient des roses pour garnir l'autel de la chapelle qu'elle avait fait construire. 
Le roi répliqua qu'il n'y avait pas de roses en janvier et lui intima l'ordre de se découvrir immédiatement et de lui confier l'objet suspect. La reine subit sans ciller cette humiliation et devant la suite royale ouvrit son manteau, laissant apparaître un magnifique bouquet de roses. Le roi, y reconnaissant un acte surnaturel, se repentit et laissa à sa femme toute liberté de gérer elle-même ses actes charitables. 
Légendaire ou historique, cet épisode de la vie de la reine de Portugal sert surtout à montrer la générosité de  la souveraine à une époque où les classes sociales étaient cloisonnées. Le même genre de récit se trouve dans la vie d'une souveraine qui, elle aussi, s'était attachée à saint François d'Assise, Élisabeth de Hongrie et à sainte Germaine Cousin.

## Une fin édifiante

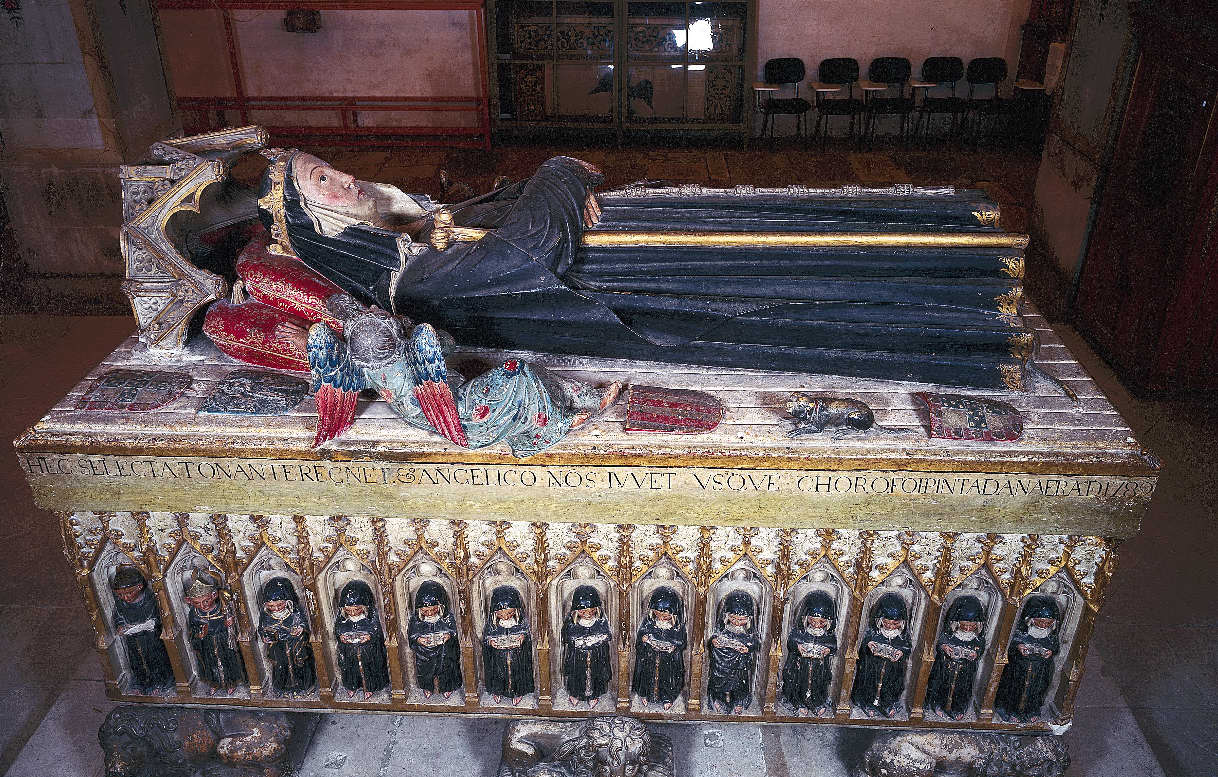
Sarcophage de sainte Élisabeth d'Aragon, reine de Portugal, par le maître Pero (1330), monastère Santa Clara-a-Nova, Coimbra.

Après la mort de son mari, elle se retira dans un couvent de clarisses, second ordre franciscain, à Coimbra et y mourut en 1336 en odeur de sainteté. Depuis la création en 1819 du diocèse de San Cristóbal de La Laguna, également appelé diocèse de Tenerife (îles Canaries), sainte Élisabeth en est la co-patronne secondaire ainsi que de la cathédrale du diocèse par bulle du pape Pie VII.
Elle fut canonisée le 25 mai 1625 par le pape Urbain VIII alors que le Portugal est rattaché à la couronne espagnole sous le règne de Philippe IV d'Espagne. 
La reine Élisabeth est listée dans le sanctoral catholique romain, sous l'appellation « Élisabeth de Portugal ». Sa fête est fixée au 4 juillet.

## Culture populaire
Le personnage d’Élisabeth de Portugal a inspiré une pastorale souletine en 1750.